# Stalag Luft III
Stalag Luft III was een Duits oorlogsgevangenenkamp gedurende de Tweede Wereldoorlog waar krijgsgevangenen van de Luftwaffe werden vastgezet. De naam was een afkorting van 'Stammlager Luft 3', Basiskamp Lucht 3. Het bevond zich vlak bij Sagan, in de Duitse provincie Neder-Silezië, 160 km ten zuidoosten van Berlijn. Deze plaats was vooral uitgekozen omdat het graven van tunnels voor ontsnappingen hier moeilijk zou zijn. Dit bleek ook het geval, maar het kamp is tegenwoordig toch voornamelijk bekend vanwege twee ontsnappingen via tunnels, zoals die uitgebeeld zijn in de films The Great Escape (1963) en The Wooden Horse (1950).

## Het kamp

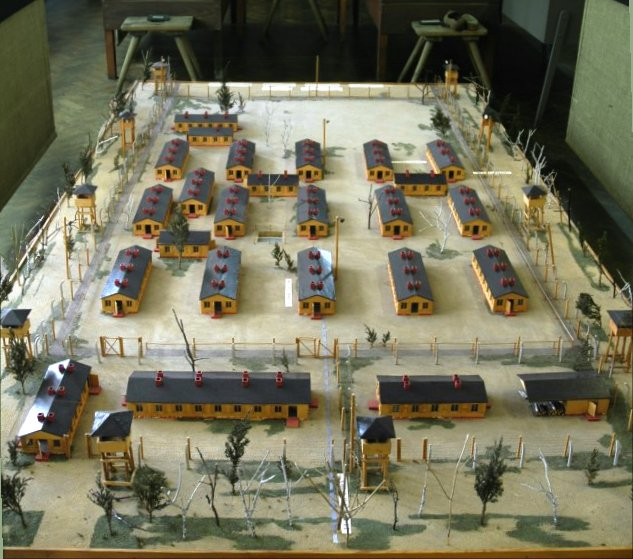
Stalag Luft III

De eerste krijgsgevangenen (ze noemden zich zelf ook wel kriegies) die werden gehuisvest op Stalag Luft III waren Britse RAF en Fleet Air Arm officieren, die aankwamen in april 1942. Het eerste blok van het kamp werd afgemaakt en geopend in mei van dat jaar. Amerikaans luchtmachtpersoneel (USAAF) kwam in grote aantallen binnen vanaf oktober 1943, direct na het voltooien van een tweede en een derde kampblok in maart 1944. Amerikaanse officieren werden vanaf toen gescheiden van de RAF-gevangenen, en kregen hun eigen barakken. Het kamp groeide uiteindelijk naar 60 hectare en bood plaats aan 10.000 geallieerden, voornamelijk luchtmachtpersoneel.
Het gevangenenkamp was in verschillende opzichten speciaal ontworpen om ontsnappen extreem moeilijk te maken. In het bijzonder werd vooral het graven van ontsnappingstunnels ontmoedigd door verschillende factoren.
- Ten eerste waren de barakken van de gevangenen enkele centimeters boven de grond geplaatst om het voor bewakers makkelijker te maken om de activiteit van tunnelgravers waar te kunnen nemen.
- Ten tweede was het kamp zelf op een erg losse zandgrond gebouwd. Het zand was lichtgeel van kleur, zodat het makkelijk ontdekt kon worden als iemand er iets van op zijn kleren had, of het probeerde te dumpen op het kampterrein. Daarenboven had de erg losse zandgrond weinig structuur, waardoor een tunnel moeilijk te bouwen was.
- En een derde factor die het graven van een tunnel ontmoedigde, was de aanwezigheid van seismografische microfoons rond het kamp, die elke trilling van graafwerk zouden moeten registreren.[6]

### Kampleiding

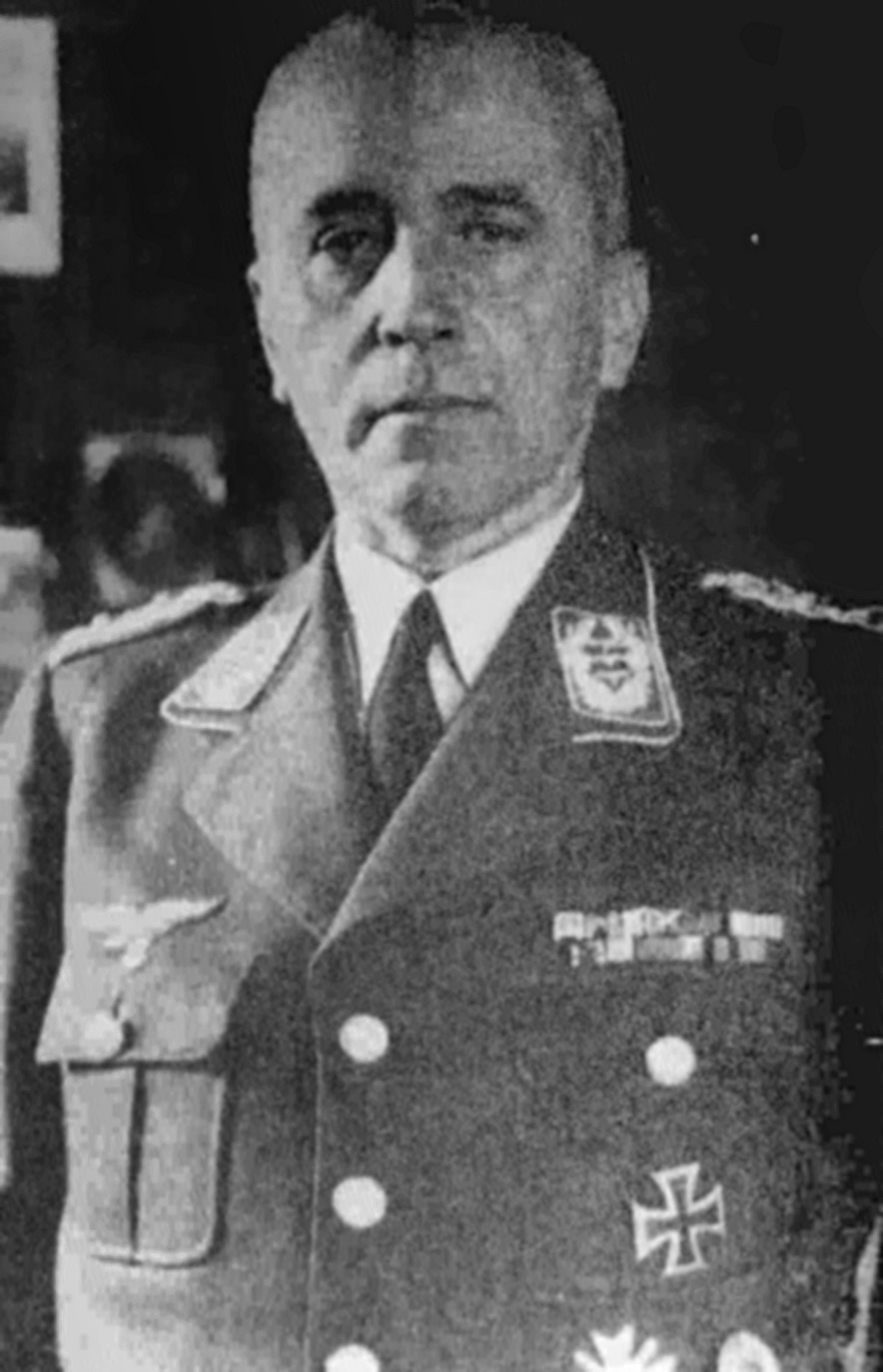
Stalag Luft Kommandant Oberst Friedrich Wilhelm von Lindeiner-Wildau

De Duitse luchtmacht (Luftwaffe) was verantwoordelijk voor gevangengenomen krijgsgevangenen en met name mede-vliegeniers genoten doorgaans nog respect. De bejegening van deze gedetineerden door SS of Gestapo was daarentegen wreder. De gevangenen werden redelijk goed behandeld naar de maatstaven van de Geneefse Conventie. De commandant, Oberst (kolonel) Friedrich-Wilhelm von Lindeiner-Wildau, was een professioneel en eervol soldaat die het respect won van enkele oudere gevangenen. Hij was 61 toen het kamp in mei 1942 opende en een capabel en ontwikkeld persoon die goed Engels sprak. In 1908 ging hij in het leger en na drie keer gewond geraakt te zijn in de Eerste Wereldoorlog trok hij in 1919 uit het leger en trouwde hij met een Nederlandse barones. In 1937 ging hij bij de Luftwaffe (Duitse strijdkrachten) als lid van Görings staf. Omdat hij weigerde met pensioen te gaan, kreeg hij, samen met de vervangende commandant Major Gustav Simoleit, het commando over Stalag Luft III.
Aan het begin van 1943 werd commandant Majoor Gustav Simoleit, een professor in de geschiedenis, geografie en etnologie, overgeplaatst naar Sagan. Hij had sympathie voor de geallieerde vliegeniers, negeerde het verbod op militaire beleefdheid jegens krijgsgevangenen en bood volledige militaire eer bij militaire begrafenissen van krijgsgevangenen op Luft III, waaronder een begrafenis voor een vliegenier die Joods was.

### Kampleven
De aanbevolen voedingswaarde voor een gezonde actieve man ligt rond de 3000 kilocalorieën. Het Duitse rantsoen voor de krijgsgevangenen was maar genoeg voor 1500 à 1900 calorieën per krijgsgevangene. Deze rantsoenen werden aangevuld met pakketjes van het Britse Rode Kruis en items die verstuurd werden naar de krijgsgevangenen door hun families. In de meeste kampen was het de norm dat zowel voedsel van het Rode Kruis als individuele pakketjes verzameld werden en direct verdeeld werden onder de gevangenen. Het kamp had een officieel ruilsysteem Foodacco—POWs, dat overgebleven goederen op de markt bracht voor punten die gebruikt konden worden voor andere zaken. De Duitsers betaalden gevangengenomen officieren het equivalent van hun loon in intern kampgeld (Lagergeld) om goederen te kopen die vrijgesteld waren door de Duitse administratie. In Luft III werd al het kampgeld verzameld en gebruikt voor gemeenschappelijke aankopen.
Er was in het kamp een bibliotheek met scholingsfaciliteiten waar krijgsgevangenen diploma's konden halen in talen, techniek of rechten. De examens werden verzorgd door het Rode Kruis en afgenomen door academici, zoals de hoofdmeester van King's College, die ook een krijgsgevangene was in Luft III. De gevangenen bouwden ook een theater en voerden daar twee keer per week de laatste West End-shows op.
Om infiltratie te voorkomen moesten nieuwkomers in het kamp goedgekeurd worden door twee reeds aanwezige krijgsgevangenen die de gevangenen kenden. Iedereen die dit examen niet haalde werd zwaar verhoord en er werden enkele krijgsgevangenen aan hem toegevoegd die hem continu moesten begeleiden totdat hij als een echte krijgsgevangene werd gezien. Verschillende indringers werden op deze manier gesnapt en voor zover bekend is er niet één indringer geweest die deze test wist te omzeilen.
De Duitse bewakers werden ook wel Goon (idioot/crimineel) genoemd, zonder dat ze de werkelijke betekenis van deze bijnaam kenden. Ze accepteerden deze naam toen werd gezegd dat dit stond voor "German Officer Or Non-Com" (Duitse officier of onder-officier). De wachttoren van de Duitse bewakers werd hierdoor ook wel Goon Box genoemd.
De Duitse bewakers die gespecialiseerd waren in het ontdekken van ontsnappingspogingen werden ook wel Ferrets (Fretten) genoemd en mochten het terrein ieder moment betreden en elke hut zonder waarschuwing doorzoeken. Ze zochten dan naar helder geel zand dat aangaf dat men bezig was om een tunnel te graven of een Engelssprekende Ferret ging onder een hut luisteren of hij verdachte gesprekken kon opvangen. Uit documenten die worden bewaard in de Public Records Office in Kew (Londen), blijkt dat als de bewakers een tunnel hadden ontdekt men hem - zonder tussenbeide te komen - liet afbouwen totdat hij bijna klaar was. Dan pas kwamen de Ferrets in actie door hard te stampen en met zware vrachtwagens over het terrein te rijden totdat de tunnel instortte.
Duitse bewakers werden overal gevolgd door de gevangenen, die een systeem van communicatiesignalen hadden ontwikkeld om andere gevangenen te waarschuwen voor de locatie van de bewakers, fretten en administratief personeel. De bewegingen van de Duitsers werden hierna ook bijgehouden in een logboek. Omdat het onmogelijk bleek om dit systeem, dat door de gevangenen Duty Pilot / Piloot van Dienst werd genoemd, tegen te gaan, stonden de Duitsers het toe. Glemnitz stelde oorspronkelijke bij Lindeiner voor om alle Piloten van Dienst in de nor te gooien, maar dan zouden ze onmiddellijk door nieuwe Piloten van Dienst worden vervangen. Na verloop van tijd onderging men het met enige berusting en deed zelfs Glemnitz zich bij de Piloot van Dienst melden dat hij kon worden opgeschreven omdat hij binnen was gekomen. Zo nu en dan werd het logboek zelfs door Lageroffizier Glemnitz gebruikt, onder andere om twee bewakers te straffen die een paar uur eerder tijdens hun dienst in slaap waren gevallen.
|                                             |  |
| Getekende plattegronden van Stalag Luft III |  |

### Bevrijding
Op 27 januari 1945, net voor middernacht en vlak voordat de Russisch troepen naderden, marcheerden de krijgsgevangenen uit het kamp met als eindbestemming Spremberg. Na een mars van 55 kilometer arriveerden de krijgsgevangenen in Bad Muskau waar ze 30 uur rustten voordat ze de laatste 26 kilometer naar Spremberg aflegden. Op 31 januari werden de krijgsgevangenen van het Zuidblok, plus nog 200 gevangenen van het Westblok, per trein overgebracht naar Stalag VII-A in Moosburg: deze groep werd later, op 7 februari, gevolgd door de krijgsgevangenen van het Centrumblok. De krijgsgevangenen van het Noord-, Oost- en overgebleven deel van het Westblok - die verbleven in Spremberg - werden op 2 februari overgebracht naar Stalag XIII-D in Neurenberg. Met het naderen van de geallieerde troepen werden de Amerikaanse krijgsgevangenen op 13 april van Stalag XIII-D naar Stalag VII-A overgebracht. Het merendeel van de krijgsgevangenen bereikte op 20 april na een lange mars Stalag VII-A. Veel krijgsgevangenen wisten tijdens deze marsen te ontsnappen, mede doordat de Duitse bewakers niet de moeite namen om ze tegen te houden. Op 29 april werd Stalag VII-A door de U.S. 14th Armored Division bevrijd.

## Ontsnappingen

### Wooden Horse
De eerste succesvolle ontsnapping vond plaats in het Oostelijke blok, voordat het Noordblok (waar The Great Escape plaatsvond) gebouwd was. Om een modern Paard van Troje te maken, bouwden de kriegies een turnpaard, dat voornamelijk bestond uit hout van pallets van het Rode Kruis. Het paard was ontworpen om personen, gereedschap en containers met zand te verbergen. Elke dag werd het paard naar buiten gedragen en neergezet op dezelfde plek, vlak bij het hek, en terwijl de gevangenen erbovenop oefeningen deden, werd er aan de onderkant gegraven. Aan het einde van elke werkdag werd er een houten plank op de tunnelingang gelegd, die vervolgens bedekt werd met aarde van de oppervlakte. De gymnasten verhulden niet alleen het ware doel van het paard, maar hun activiteit zorgde er ook voor dat de seismograaf niets kon ontdekken. In drie maanden tijd werkten drie gevangenen, luitenant Michael Codner, luchtmachtkapitein Eric Williams en luchtmachtkapitein Oliver Philpot, in ploegen van een of twee gravers tegelijk aan een 30 meter lange tunnel. Ze gebruikten hiervoor kommen als schep, en stalen draden om door de oppervlakte te prikken en zo luchtgaten te creëren. Er werden geen ondersteunende materialen gebruikt, behalve vlak bij de ingang. Op de avond van 29 oktober 1943 ontsnapten de drie. Williams en Codner wisten de haven van Stettin te bereiken, waar zij vluchtten met een Deens schip en uiteindelijk terugkeerden in Engeland. Philpot, die zich voordeed als een Noorse margarinefabrikant, wist aan boord te komen van de trein naar Danzig (nu Gdańsk), en wist van daaruit te vluchten op een Zweeds schip naar Stockholm. Daarvandaan keerde hij terug naar Engeland. Deze ontsnapping werd overschaduwd door The Great Escape, maar twee van de ontsnapten schreven er boeken over: Eric Williams schreef The Goon in the Box, in latere versies getiteld The Wooden Horse, en Oliver Philpot schreef The Stolen Journey. Ook verscheen al in 1950 de film The Wooden Horse, gebaseerd op het boek.

### The Great Escape
In januari 1943 leidde Roger Bushell een plan voor een grote ontsnapping. Het plan was om drie diepe tunnels te graven, die ook wel Tom, Dick en Harry werden genoemd. Elke tunnelingang werd voorzichtig uitgekozen om er zeker van te zijn dat hij niet door de kampbewaarders ontdekt kon worden. Tunnel Tom begon in een donkere hoek van een hal van een van de barakken, Dicks ingang was verborgen in een afvoerput in een van de wasruimtes en de ingang van Harry was verborgen onder een fornuis in hut 104. Door deze benamingen kon over de tunnels gesproken worden zonder het woord tunnel te gebruiken.

#### Tunnelconstructie

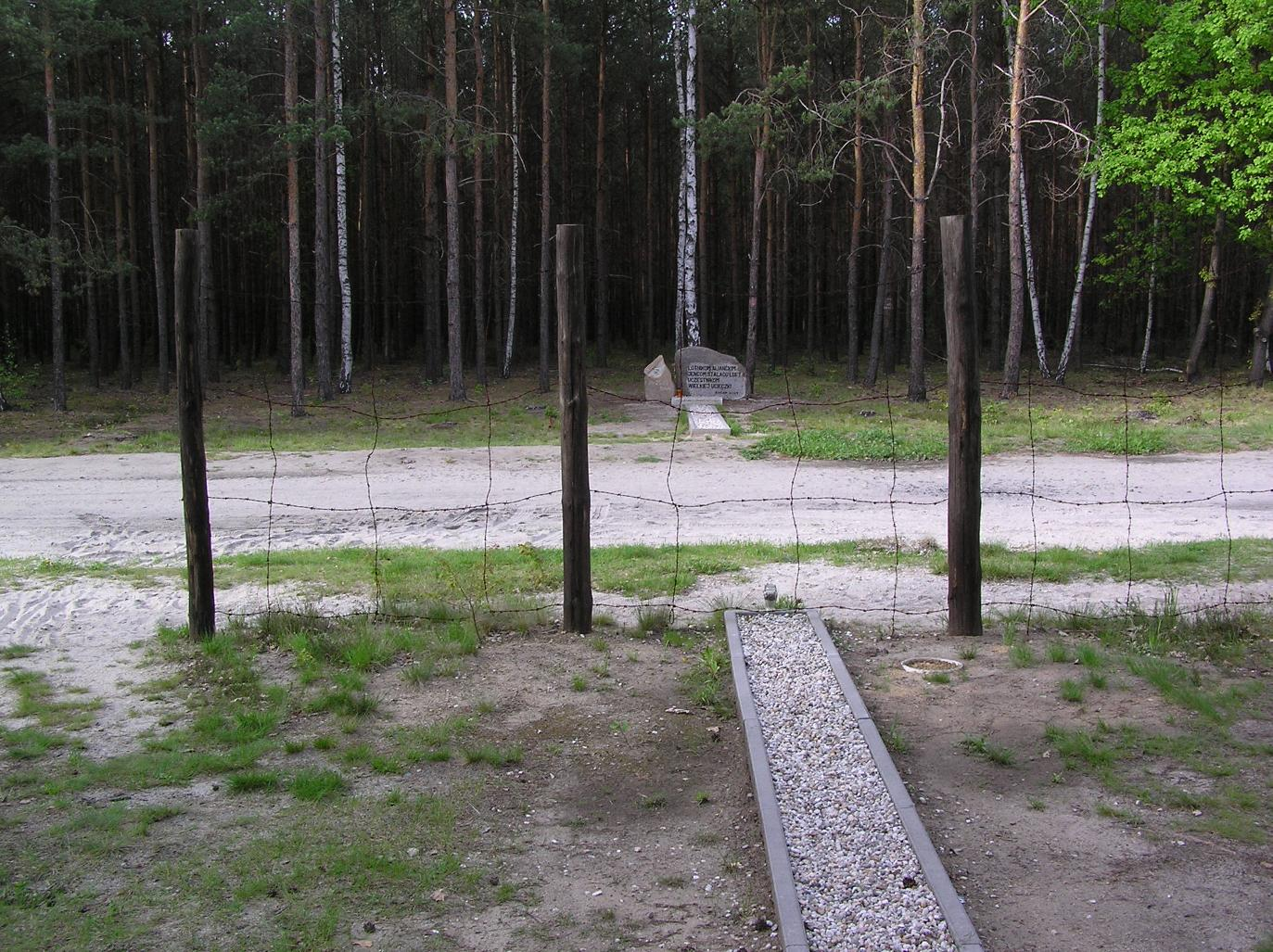
Einde van tunnel Harry, deze foto laat zien hoe dicht de uitgang bij het kamphek lag

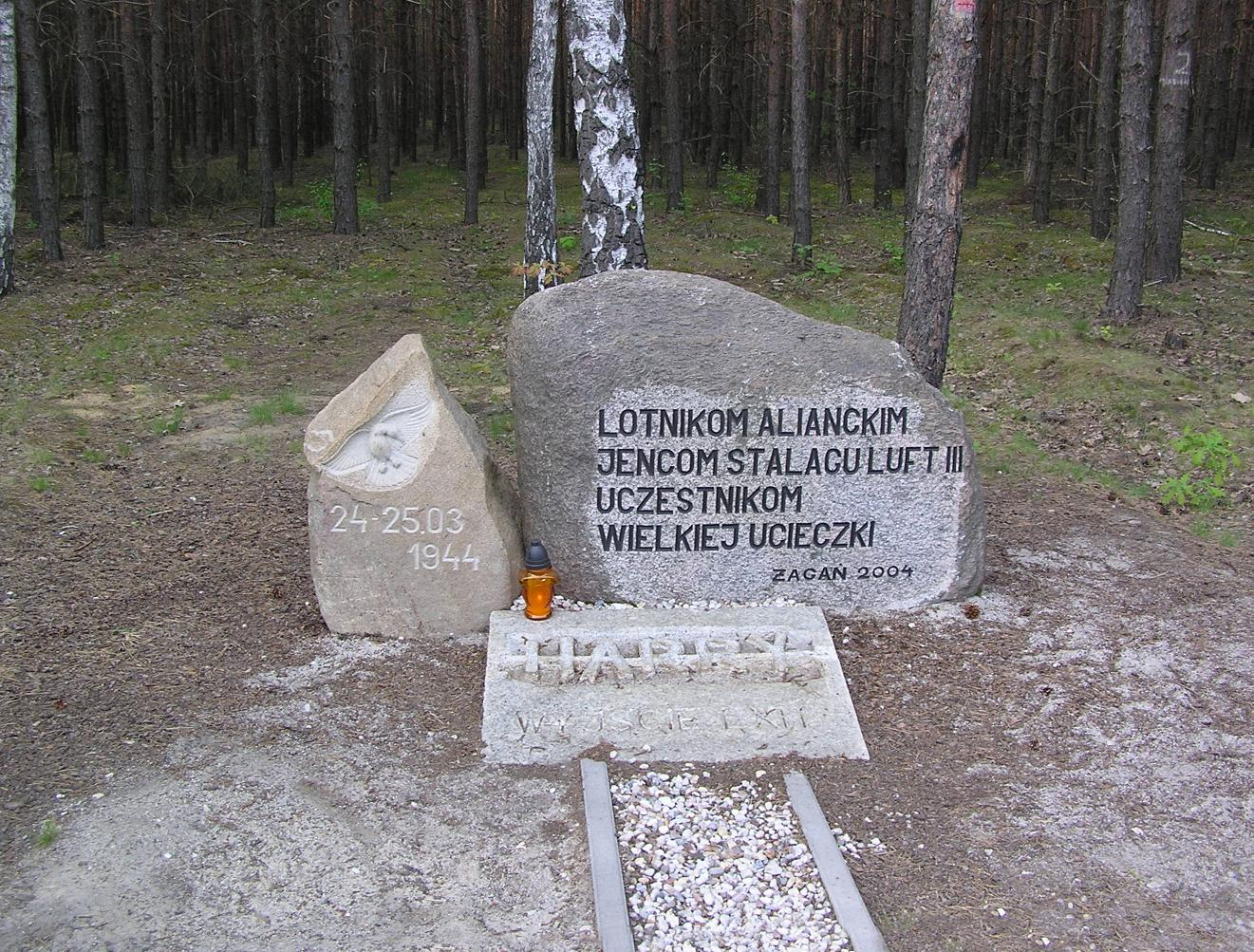
Hier zat de uitgang van tunnel Harry

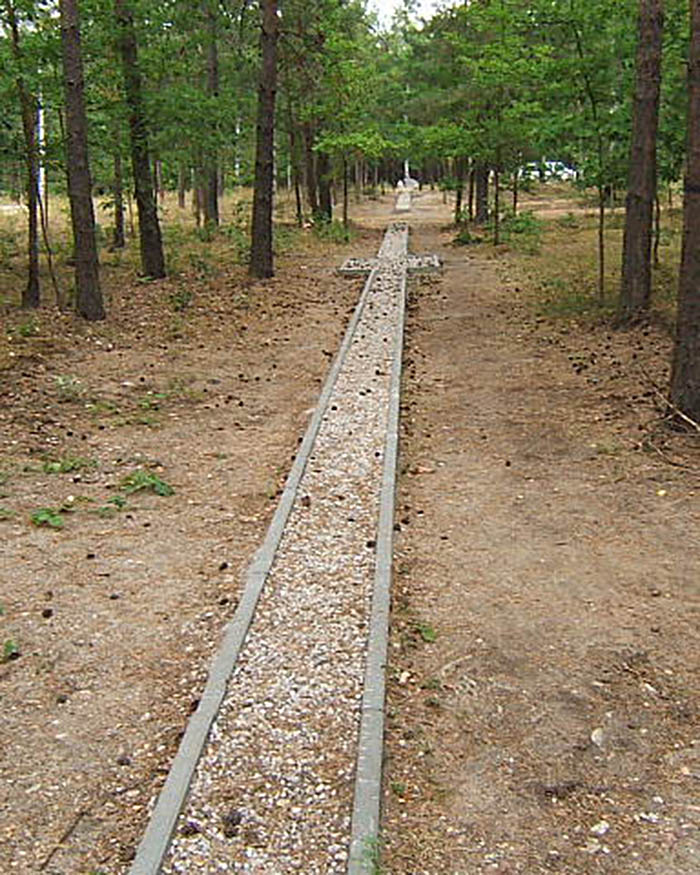
Harry door het kamp heen (er groeien nu bomen)

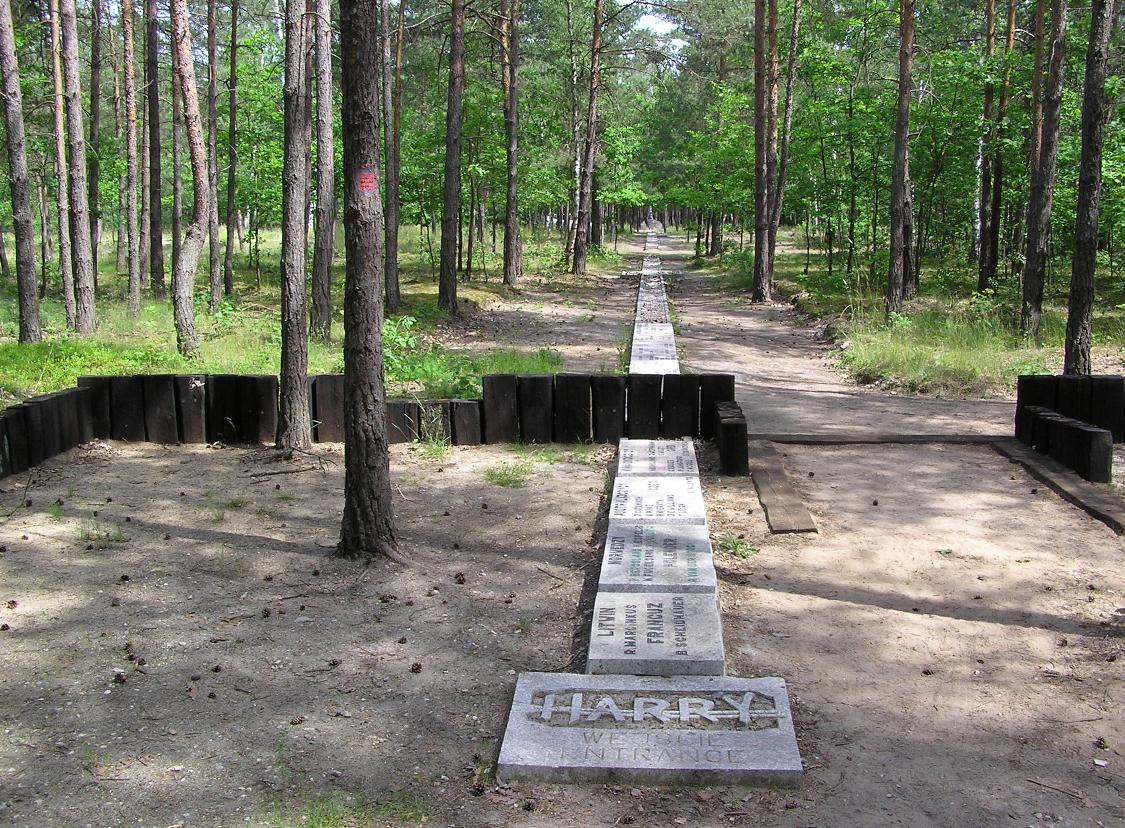
De ingang van Harry laat onder meer de omtrek van het gebouw zien

Om ervoor te zorgen dat de tunnels niet werden ontdekt door de microfoons werden ze erg diep gegraven - ongeveer 9 meter onder de oppervlakte. De tunnels waren heel smal, maar 0,37 m2. Later werden er in elke tunnel nog kamers gegraven voor de luchtpomp, een werkruimte en afwerkplaats. De zanderige muren werden gestut met hout dat overal uit het kamp werd geroofd. Het hout kwam vooral van de bedplanken uit de barakken van de gevangenen. In het begin had iedereen 20 planken ter ondersteuning van zijn matras, aan het einde waren dit er nog maar acht per bed.
Allerlei materialen bleken bruikbaar, en het meest gebruikt werd misschien wel het Klim-blik. Klim, het omgekeerde van het Engelse woord milk, was het opschrift van de tinnen blikken waarin het Rode Kruis poedermelk stuurde. Het metaal van de blikken kon voor verschillende doelen gebruikt worden zoals scheppen en kaarsenhouders. Kaarsen werden gemaakt door het vet, dat boven op de soep lag, af te scheppen en het in kleine tinnen houders te stoppen. Lonten werden gemaakt van oude afgedragen kleding. Maar het hoofddoel van de Klim was de constructie van een ventilatiekanaal in de drie tunnels.
Terwijl de tunnels steeds langer werden, maakten technische innovaties het werk steeds makkelijker. Een belangrijk punt was ervoor te zorgen dat de persoon die aan het graven was genoeg zuurstof kreeg om te ademen en om de kaarsen brandende te houden. Een pomp werd gebouwd om verse lucht in de tunnels te krijgen. Deze werd bedacht door luchtmachtkapitein Thomas Nelson van het 37e Squadron. De pompen werden gebouwd van diverse vreemde voorwerpen waaronder een groot stuk bed, hockeysticks, ransels en de Klim-blikken.
Later werd nog elektrische verlichting geïnstalleerd, die was aangesloten op het netwerk van het kamp. De bekabeling voor de verlichting was door een van de gevangenen (Red Noble) gestolen van Duitse elektriciens die bezig waren aan het kamp. Deze hebben na het ontdekken van de diefstal door de krijgsgevangenen dit niet durven melden en werden na de ontdekking van de tunnel door de Gestapo gefusilleerd. De tunnelbouwers installeerden verder kleine rails om het zand sneller te kunnen verplaatsen, ongeveer zoals vroeger in de mijnbouw gebeurde. Dankzij deze rails kon er 130 ton zand verplaatst worden in vijf maanden tijd, waardoor het werk sneller vorderde.
Met drie tunnels waren de gevangenen druk in de weer om al het zand te kunnen dumpen. Het makkelijkste was om kleine hoeveelheden te laten vallen uit kleine zakken, gemaakt van sokken, die men aan de zijkant van het lichaam in de broek droeg. De gevangenen die rondliepen om het zand te verspreiden werden, door de manier van voortbewegen, "Pinguïns" genoemd. Soms dumpten de gevangenen het zand in de kleine tuinen waar ze mochten tuinieren. Terwijl de ene de aarde omwoelde dumpte de ander het zand, voor een buitenstaander leek het net of ze een gesprek voerden.
Uiteindelijk werkte deze methode niet langer omdat de bewakers steeds meer gevangenen oppakten die hiermee bezig waren. Ook was het bekend dat de Duitsers wisten dat er actief gegraven werd. De tunnel Tom werd ontdekt door de Duitsers en opgerold. De ingang is na ontdekking opgeblazen. Terwijl de gevangen toekeken, kwam er een tankwagen met fecaliën aan en werd het vakkundige bouwwerk vernietigd. 
De overige twee tunnels moesten nu gestut gaan worden voor de veiligheid en stevigheid. Maar er was niet genoeg hout om Tom te versterken. Er werd bedacht, de Duitsers moeten zelf ontdekken wat de ingang van Dick is. Maar dat kan niet zonder hulp van ons. Er werd besloten om Dick op te vullen met zand. Omdat deze tunnelingang zeer goed verborgen was, werd Dick ook gebruikt voor de opslag van verschillende items zoals postzegels, vervalste vervoerbewijzen, kompassen, vals geld, en ook aangepaste kleding, bestaande uit oude Duitse uniformen en burgerkleding.. Ook werd de schacht van Dick gebruikt als werkplaats. Echte burgerkleding werd gestolen van de Duitse staf. Deze materialen werden uiteindelijk gebruikt door de ontsnapte gevangenen om makkelijker te kunnen reizen buiten het gevangenenkamp. De Duitsers vonden de tunnel, maar keken niet verder dan hun neus lang was. Ze lieten de helft van de buit liggen.

#### TunnelHarry
Toen Harry in maart 1944 uiteindelijk klaar was, mat hij ruim honderd meter. maar waren reeds enkele Amerikanen die hadden meegewerkt, overgeplaatst naar een ander blok. De gevangenen moesten een week wachten tot nieuwe maan, zodat ze in totale duisternis zouden kunnen ontsnappen.
Uiteindelijk was het zover, in de nacht van 24 op 25 maart 1944 poogden 220 gevangenen volgens een strak schema 's nachts door een tunnel te ontsnappen. Helaas bleek de tunnel te kort waardoor die niet in het bos eindigde maar in een open veld. Desondanks wisten 76 gevangenen door de tunnel te kruipen en te ontsnappen, voordat de tunnel werd ontdekt. Er werd een Grossfahndung (nationaal alarm) gegeven en de politie, Gestapo en Landwacht openden meteen een klopjacht op de 76 ontsnapte gevangenen. Slechts drie van hen bereikten uiteindelijk de vrijheid. Twee van de ontsnapten werden tijdens de vlucht al direct opgepakt, en 21 werden binnen een paar uur gevonden en teruggebracht naar Stalag Luft III. De overige vijftig ontsnapte officieren worden overgedragen aan de Gestapo. Dit was niet de normale gang van zaken aangezien krijgsgevangenen normaal werden overgedragen aan de politie. In eerste instantie wilde Hitler alle 73 laten executeren, maar Himmler wist hem te overtuigen dit niet te doen. Generaal Artur Nebe maakte uiteindelijk een lijst van de 50 die geëxecuteerd en gecremeerd moesten worden om als voorbeeld te dienen. Alleen of in groepen werden ze vervolgens door de Gestapo naar afgelegen plekken gereden waar ze werden doodgeschoten, vaak onder het voorwendsel dat ze even mochten rusten. De Gestapo rapporteerde hierover dat de gevangenen, terwijl ze mochten rusten, geprobeerd hadden te ontsnappen. De overige 23 werden door de Gestapo in bewaring gesteld en uiteindelijk naar andere kampen gestuurd. 17 keerden terug naar Stalag Luft III, vier werden naar Sachsenhausen gestuurd (waar ze uiteindelijk ook wisten te ontsnappen via een tunnel) en twee naar het Kasteel van Colditz.

#### Na de ontsnapping

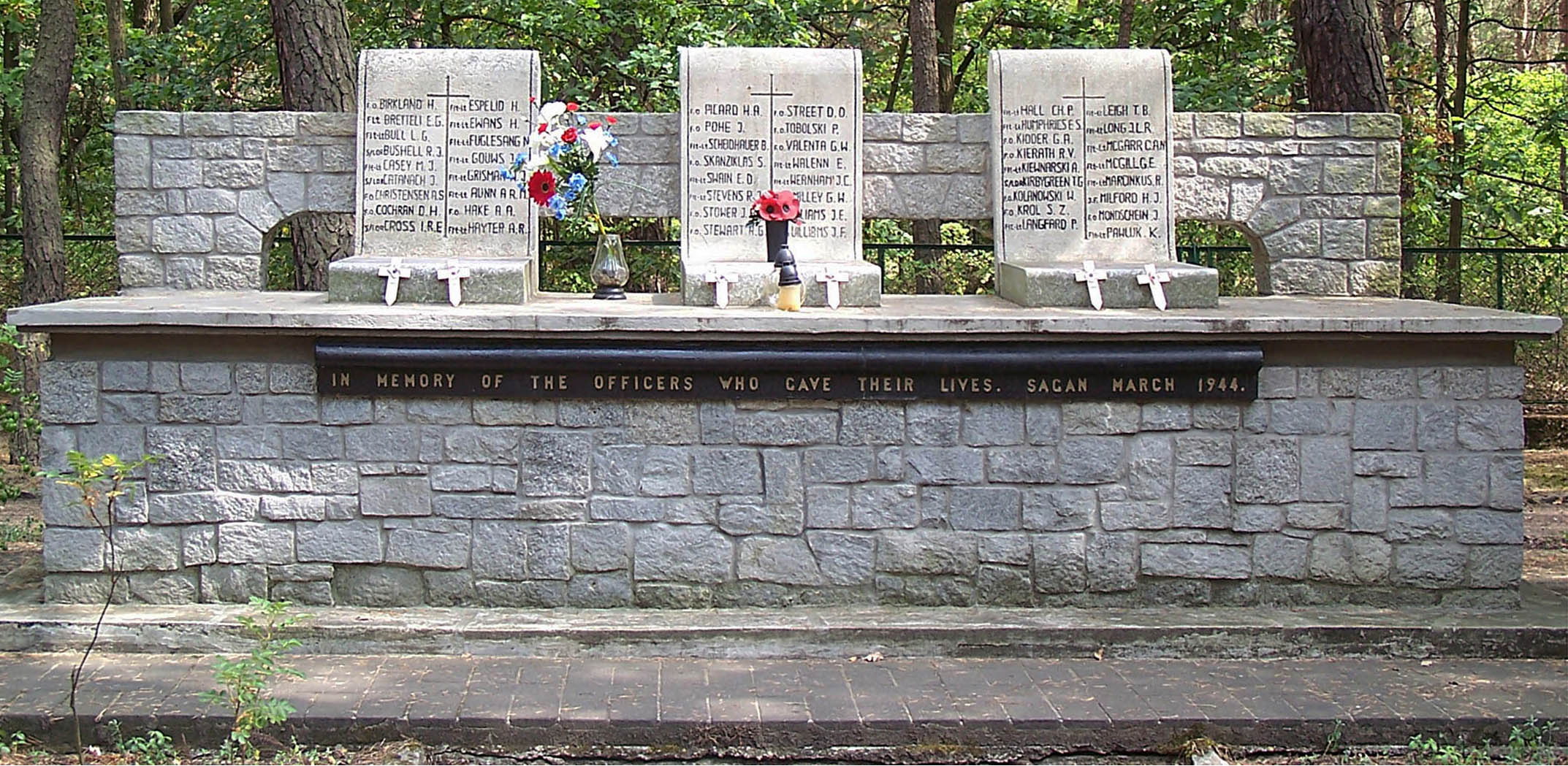
Herdenkingsmonument voor De vijftig, langs de weg naar Żagań

Na de ontsnapping maakten de Duitsers een inventaris van het kamp, en toen kwamen ze erachter hoe intensief de gehele operatie geweest was. Allereerst waren 4000 bedplanken verdwenen. Verder ontbraken 90 bedden, 52 tafels, 34 stoelen, 10 kleine tafels, 76 banken, 1219 messen, 478 lepels, 582 vorken, 69 lampen, 246 waterkannen, 30 scheppen, 1000 meter elektriciteitssnoer, 3424 handdoeken, 1700 dekens, en meer dan 1400 Klim-blikken.
Bob van der Stok behoorde tot de gelukkige drie die ontsnapt waren: terwijl twee Noorse krijgsgevangenen, Per Bergsland en Jens Müller samen naar het neutrale Zweden waren geroeid, wist Van der Stok via Nederland en Gibraltar uiteindelijk Engeland te bereiken waar hij weer actief vlieger bij de RAF werd.

#### Lijst van de 77 gevangenen die wisten te ontsnappen
(u) = daadwerkelijk ontsnapt   
(r) = gefusilleerd

 Britten
- Albert Armstrong
- Anthony Bethell
- Gordon Brettell (r)
- L. Brodrick
- Lester G. Bull (r)
- Roger J. Bushell (r)
- Michael J. Casey (r)
- Richard S.A. Churchill
- Dennis H. Cochran (r)
- Ian K.P. Cross (r)
- Harry A. Day
- Johnnie Dodge
- Sydney H. Dowse
- Brian H. Evans (r)
- Bernard Green
- William J. Grisman (r)
- Alastair D.M. Gunn (r)
- Charles P. Hall (r)
- Anthony R.H. Hayter (r)
- Edgar S. Humphreys (r)
- Bertram A. James
- Thomas G. Kirby-Green (r)
- R. Langlois
- James L.R. Long (r)
- Henry C. Marshall
- Alistair T McDonald
- Harold J. Milford (r)
- Alexander D. Neely
- Thomas R. Nelson
- Keith Ogilvie
- Desmond L. Plunkett
- Douglas A. Poynter
- Paul Royle
- L. Reavell-Carter
- Robert C. Stewart (r)
- John G. Stower (r)
- Denys O. Street (r)
- Cyril D. Swain (r)
- Gilbert W. Walenn (r)
- John F. Williams (r)
- Ray van Wymeersch

 Canadezen
- R. McBride
- Henry J. Birkland (r)
- William J. Cameron
- Gordon A. Kidder (r)
- Patrick W. Langford (r)
- George E. McGill (r)
- Alfred B. Thompson
- James C. Wernham (r)
- George W. Wiley (r)

 Polen
- Antoni Kiewnarski (r)
- Włodzimierz Kolanowski (r)
- Stanisław Król (r)
- Jerzy Mondschein (r)
- Kazimierz Pawluk (r)
- Paweł Tobolski (r)

 Australiërs
- James Catanach (r)
- Albert H. Hake (r)
- Reginald V. Kierath (r)
- John E. Williams (r)
- Thomas B. Leigh (r)

 Nieuw-Zeelanders
- Arnold G Christensen (r)
- John P.P. Pohe (r)
- Michael M. Shand
- L. Trent

 Noren
- Peter Bergsland (u)
- Halldor Espelid (r)
- Nils Fugelsang (r)
- Jens Muller (u)

 Tsjechen
- Bedrich Dvorak
- Ivor B. Tonder
- Ernst Valenta (r)

 Zuid-Afrikanen
- Johannes S. Gouws (r)
- Clement A.N. McGarr (r)
- Rupert J. Stevens (r)

 Griek
- Sotiris Skanzikas (r)

 Nederlander
- Bob van der Stok (u)

 Belg
- Henri A. Picard (r)

 Litouwer
- Romas Marcinkus (r)

 Fransman
- Bernard W.M. Scheidhauer (r)